# Michel B. Menard
Pour les articles homonymes, voir Menard.

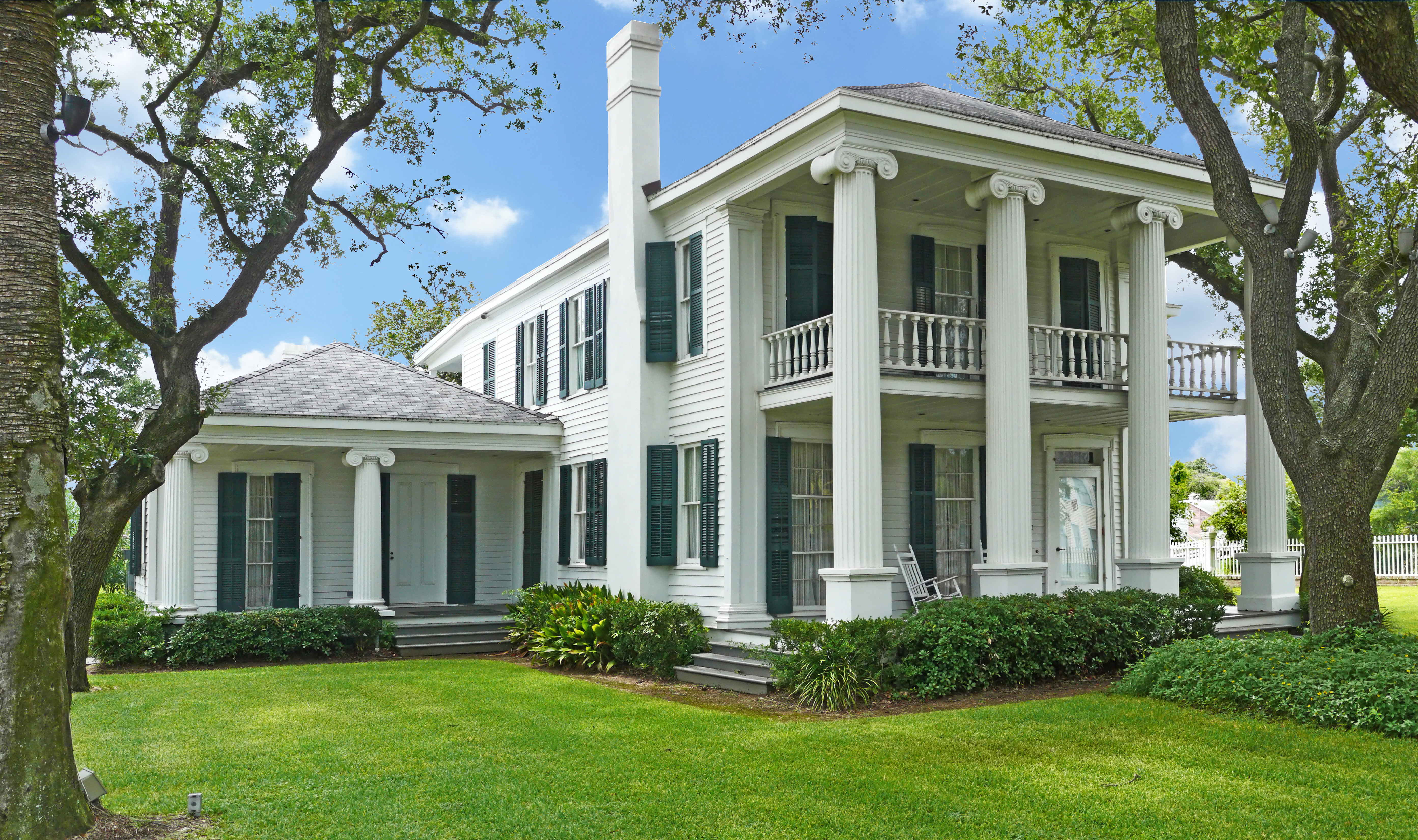
La maison de Michael B. Menard à Galveston, Texas, (1838).

Michel B. Menard (1805-1856) était un aventurier et homme d'affaires américain d'origine canadienne, cofondateur de la ville de Galveston (Texas).

## Biographie
Né à La Prairie (Bas-Canada) en 1805, Michel Branamour Ménard (dit Michel B. Menard) est le neveu de Pierre Ménard, surnommé le "patriarche de l'Illinois" qui fut lieutenant-gouverneur de l'Illinois de 1818 à 1822. Il arrive au Texas en 1829 à l'âge de 24 ans et y travaille pour la compagnie de négoce de John Jacob Astor. 
Alors que le colonel américain Samuel Houston prépare l'indépendance du Texas, il charge Michel B. Ménard d'intervenir pour éviter que les tribus autochtones ne se rangent du côté des Mexicains, qui avaient aboli l'esclavage en 1829.
En décembre 1836, Michel B. Menard,  avec quelques associés, y acheta 18,64 km2 de terres qui allaient devenir la cité actuelle de Galveston. Il passa par le biais de Juan Seguin, un Mexicain qui combattit ensuite sous les ordres de Sam Houston à la bataille de San Jacinto, car les acquisitions de terres étaient alors réservées aux texans d'origine mexicaine.
En octobre 1837, le Racer's storm détruit la totalité des maisons de l'île, à l'exception de deux, mais cela ne décourage pas Menard et ses associés qui commencent à vendre des lots le 20 avril 1838. En 1839, la cité de Galveston est incorporée à la nouvelle République du Texas.